# قضاء طولكرم
قضاء طولكرم وهو تقسيم إداري في فلسطين، مركزه مدينة طولكرم، يضم عشرات القرى والبلدات الفلسطينية. مر القضاء بحقبٍ زمنية عدة مُنذ عام 1884 خلال العصر العثماني، مرورًا بالانتداب البريطاني عام 1920، ثم الإدارة الأردنية عام 1948، ثم الحُكم الإسرائيلي عام 1967، وأخيرًا حُكم السلطة الفلسطينية عام 1995.

## التاريخ
مر قضاء طولكرم بالحقب الزمنية التاريخية التالية:

### قضاء طولكرم العثماني
كان قضاء طولكرم العثماني مُنذ عام 1884 وحتى عام 1920، وعرف القضاء حينها أيضًا باسم "قضاء بني صعب".

### قضاء طولكرم الانتدابي
جاء قضاء طولكرم الانتدابي مُنذ عام 1920 وحتى عام 1948، خلال فترة الانتداب البريطاني على فلسطين.

### قضاء طولكرم تحت الإدارة الأردنية
جاء قضاء طولكرم تحت الإدارة الأردنية بعد وقوع النكبة عام 1948 وحتى اندلاع حرب النكسة في يونيو 1967، وهي الفترة التي أدار فيها الأردن الضفة الغربية.

### لواء طولكرم
خلال فترة الحُكم الإسرائيلي بعد حرب النكسة عام 1967 فقد جاء لواء طولكرم مُنذ عام 1967 وحتى عام 1995.

### محافظة طولكرم
محافظة طولكرم وهو التقسيم الإداري حالي لقضاء طولكرم مُنذ عام 1995، ضمن عهد السلطة الوطنية الفلسطينية.